# Indische zwarte arend
De Indische zwarte arend (Ictinaetus malaiensis) is een arend uit de familie havikachtigen (Accipitridae) en het monotypische geslacht Ictinaetus. Het is een grote, donkere arend die voorkomt in bebost gebied of heuvelland met afwisselend gras en bomen in tropisch Azië.

## Kenmerken
De volwassen Indische zwarte arend is een geheel zwarte vogel, 70 tot 80 cm lang, met een gele snavelbasis en gele poten. Onvolwassen vogels zijn bruin, met okerkleurige ondervleugeldekveren. Het vliegbeeld is zeer kenmerken met de lange, "gevingerde" vleugels.

## Verspreiding en leefgebied
De ondersoort I. mal. perniger van de Indische zwarte arend broedt aan de voet van de Himalaya, de Oost-Ghats en de West-Ghats in India en verder op Sri Lanka. De nominaat komt voor in een groot gebied dat zich uitstrekt over Myanmar, Zuid-China, Taiwan, het schiereiland Malakka, de Grote Soenda-eilanden en de Molukken.
Het is een niet zo algemene vogelsoort van beboste gebieden: zowel van laagland als van heuvelland en gebergte tot 2500 m boven de zeespiegel. De arend jaagt boven de boomkronen en plukt vaak met de poten nestelende vogels van het nest, maar hij jaagt ook boven lage vegetatie of langs rotswanden op knaagdieren.
De soort telt 2 ondersoorten:
- I. m. perniger: noordelijk India, Nepal, Bhutan, zuidelijk India en Sri Lanka.
- I. m. malaiensis: van Myanmar tot zuidelijk China, Zuidoost-Azië en Indonesië.

## Status
De Indische zwarte arend heeft een enorm groot verspreidingsgebied en daardoor alleen al is de kans op de status kwetsbaar (voor uitsterven) uiterst gering. De grootte van de populatie wordt geschat op ongeveer 10.000 individuen en gaat in aantal achteruit. Echter, het tempo ligt onder de 30% in tien jaar (minder dan 3,5% per jaar). Om deze redenen staat deze arend als niet bedreigd op de Rode Lijst van de IUCN.

Vliegbeelden
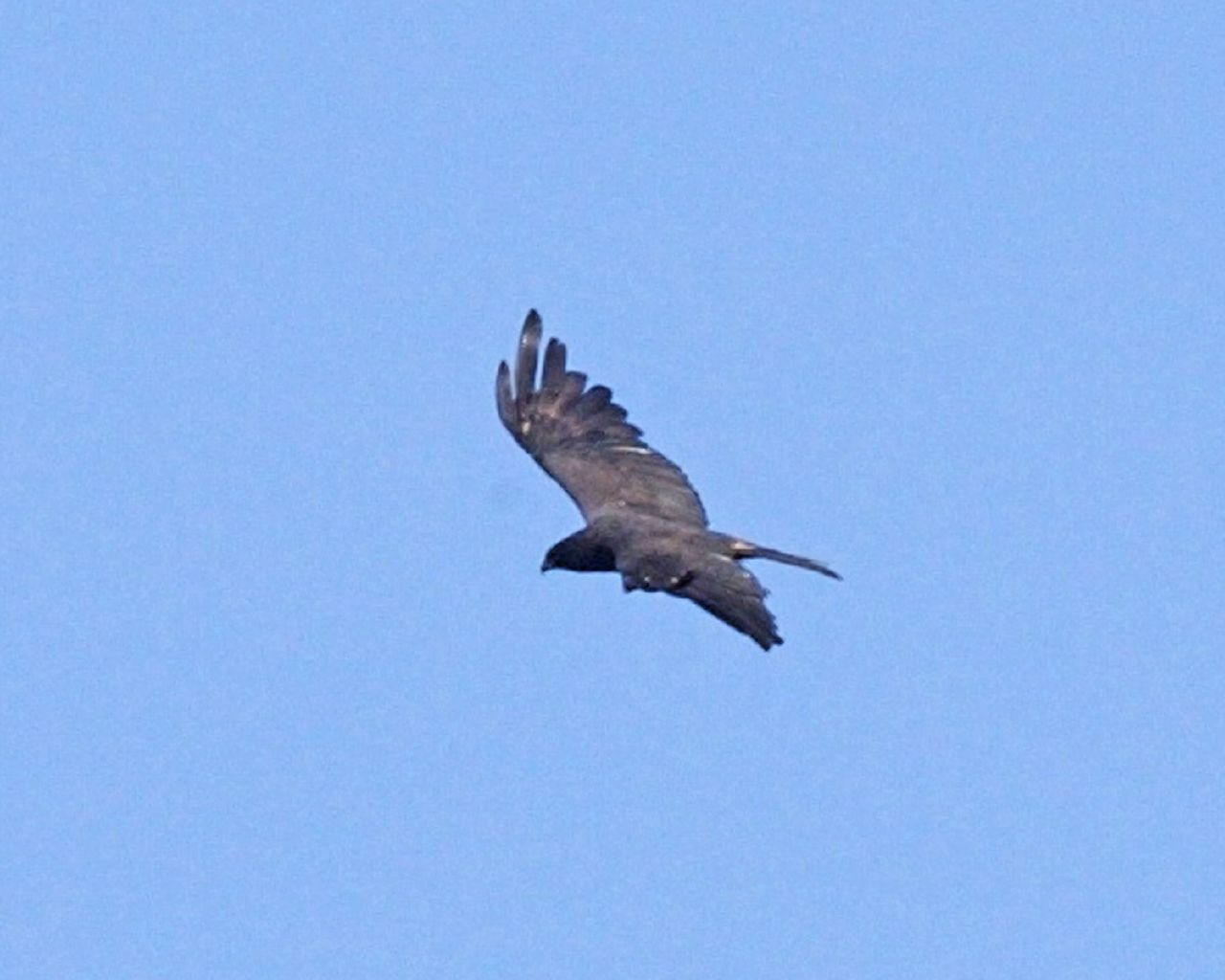
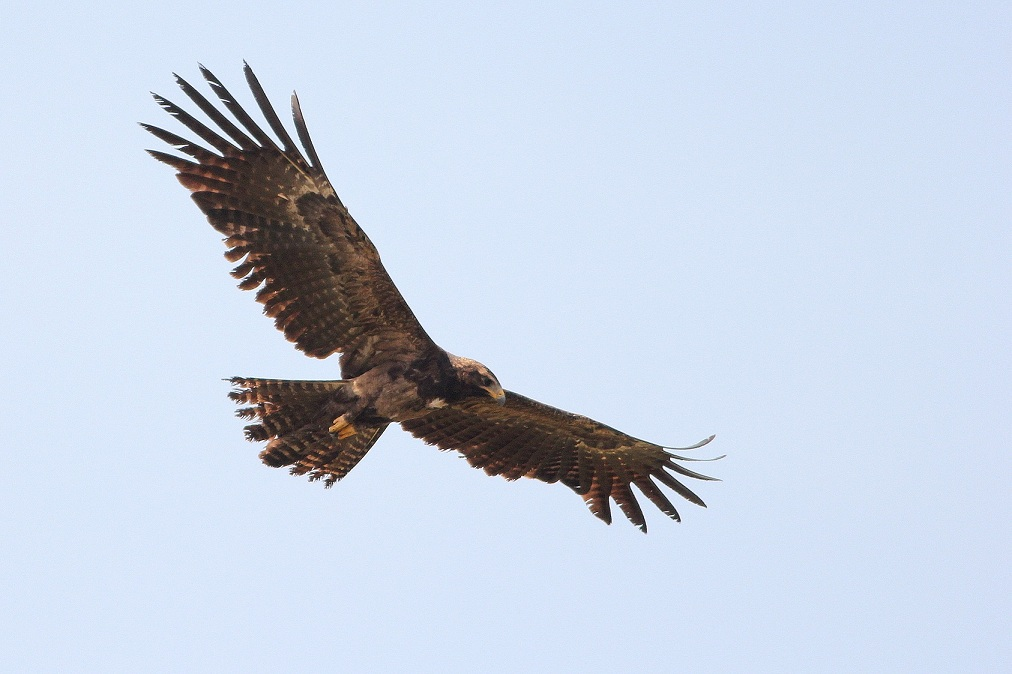
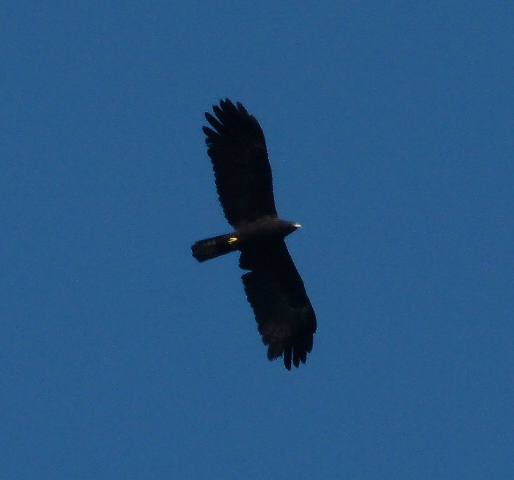